# Sulfate de manganèse(II) dihydraté
Le sulfate de manganèse (II) dihydraté est le corps chimique ou composé ionique électriquement neutre du cation manganèse dit manganeux Mn2+ et de l'anion sulfate SO42−, comprenant deux molécules d'eau dans sa structure, de formule MnSO4. 2 H2O. 

## Présentation
Il s'agit d'un solide cristallin de diverses structures cristallines, roses, de la famille des sulfates de manganèse hydratés. Il est stable entre 40 °C et 57 °C dans les conditions du laboratoire.
Le dihydrate de sulfate de manganèse est un corps de masse volumique avoisinant 2,526 g·cm-3, soluble dans l'eau. La solubilité est de l'ordre de 85,27 g pour 100 g d'eau pure à 35 °C et de 106,8 g  à 55 °C. 

### Propriétés physico-chimiques
Les sels hydratés de sa famille générique se dissolvent pour donner des solutions légèrement roses contenant alors le complexe métallique aqueux [Mn(H2O)6]2+. La couleur rose pâle des sels de Mn(II) est très caractéristique.

## Production et utilisation
Il s'agit d'un corps mangané hydraté assez instable, très rare et souvent non désiré au laboratoire, le substrat de préparation est souvent le sulfate de manganèse.